# Comuna Cerneatka, Berșad
Cerneatka (în ucraineană Чернятка) este o comună în raionul Berșad, regiunea Vinnița, Ucraina, formată din satele Hmarivka și Cerneatka (reședința).

## Demografie
Componența lingvistică a satului Cerneatka
     Ucraineană (98,89%)
     Alte limbi (0,65%)
Conform recensământului din 2001, majoritatea populației satului Cerneatka era vorbitoare de ucraineană (98,89%), existând în minoritate și vorbitori de alte limbi.